# Don't Stop the Party
"Don't Stop the Party" là một ca khúc của nam ca sĩ người Mỹ Pitbull thu âm cho album phòng thu thứ bảy của anh, Global Warming. Ca khúc được chọn làm đĩa đơn thứ ba của album và được phát hành vào ngày 25 tháng 9 năm 2012 bởi hãng đĩa RCA. Ca khúc này được sản xuất bởi Urales "DJ Buddha" Vargas, DJ/nhà sản xuất TJR, và Marc Kinchen. "Don't Stop the Party" có sử dụng một đoạn nhạc từ một ca khúc nổi tiếng của TJR có tên là "Funky Vodka".

## Video âm nhạc
Video âm nhạc cho ca khúc được phát hành đầu tiên trên kênh VEVO chính thức của Pitbull vào ngày 26 tháng 10 năm 2012. Video được đạo diễn bởi David Rosseau và đến nay đã đạt được hơn 4 triệu lượt xem.

## Xếp hạng
| Bảng xếp hạng (2012)                | Vị trí cao nhất |
| ----------------------------------- | --------------- |
| Úc (ARIA)                           | 15              |
| Áo (Ö3 Austria Top 40)              | 10              |
| Canada (Canadian Hot 100)           | 14              |
| Đan Mạch (Tracklisten)              | 10              |
| Đức (GfK)                           | 23              |
| Hungary (Dance Top 40)              | 22              |
| Hungary (Rádiós Top 40)             | 26              |
| Hà Lan (Single Top 100)             | 85              |
| New Zealand (Recorded Music NZ)     | 23              |
| Slovakia (Rádio Top 100)            | 40              |
| Tây Ban Nha (PROMUSICAE)            | 28              |
| Thụy Sĩ (Schweizer Hitparade)       | 59              |
| Hoa Kỳ Billboard Hot 100            | 89              |
| Hoa Kỳ Pop Airplay (Billboard)      | 34              |
| Hoa Kỳ Hot Rap Songs (Billboard)    | 21              |
| Hoa Kỳ Dance Club Songs (Billboard) | 49              |

## Tham gia thực hiện
- Armando C. Perez – hát chính, sáng tác
- Bigram Zayas – sáng tác
- Frederick "Toots" Hibbert – sáng tác
- Marc Kinchen – sáng tác, sản xuất
- Urales "DJ Buddha" Vargas – sáng tác, sản xuất
- TJR – hát chính, sáng tác

Thông tin được lấy từ ghi chú trong đĩa đơn "Don't Stop the Party"

## Lịch sử phát hành
| Quốc gia | Ngày                | Định dạng       | Hãng đĩa        |
| -------- | ------------------- | --------------- | --------------- |
| Mỹ       | 25 tháng 9 năm 2012 | Tải kỹ thuật số | Polo Grounds, J |
| Thế giới | 26 tháng 9 năm 2012 | Tải kỹ thuật số | Polo Grounds, J |